# Цокало Кирило Леонідович
Кирило Леонідович Цокало (нар. 17 листопада 1999) — український футболіст, нападник клубу «Черкащина-Академія».

## Життєпис
Вихованець черкаських СДЮСШОР та КДЮСШ «Дніпро-80», а також донецького «Шахтаря». Під час зимової перерви сезону 2017/18 років був переведений до першої команди клубу «Черкащина-Академія». Дебютував у футболці команди з Білозір'я 11 жовтня 2017 року в нічийному (0:0) домашньому поєдинку 16-о туру Першої ліги проти охтирського «Нафтовика-Укрнафти».Кирило вийшов у стартовому складі, а на 58-й хвилині його замінив Вадим Тенжицький.